# Gustav-Ammann-Park

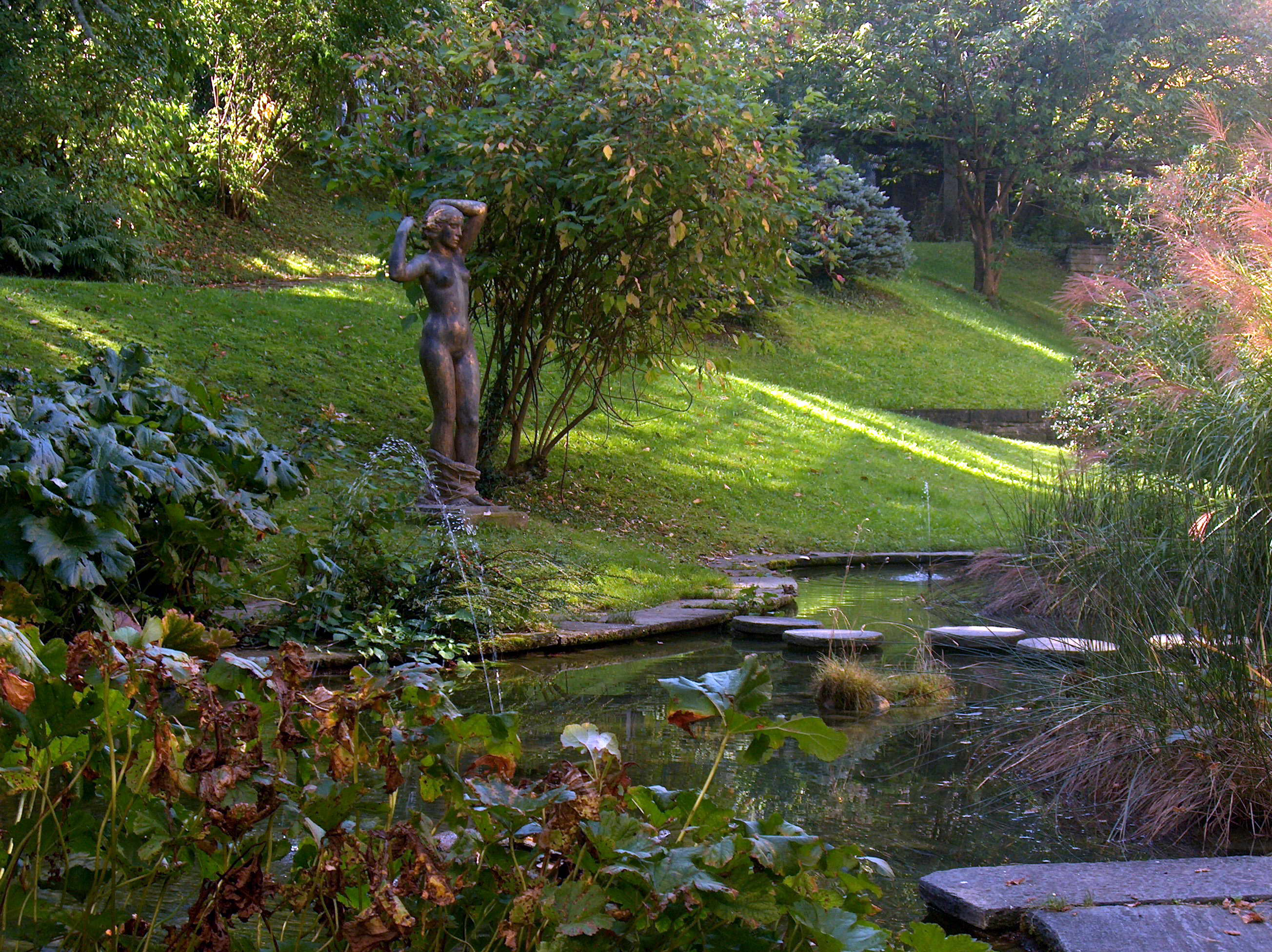
Blick vom Wohlfahrtsgebäude auf den Teich. Gut sichtbar sind die Trittsteine.

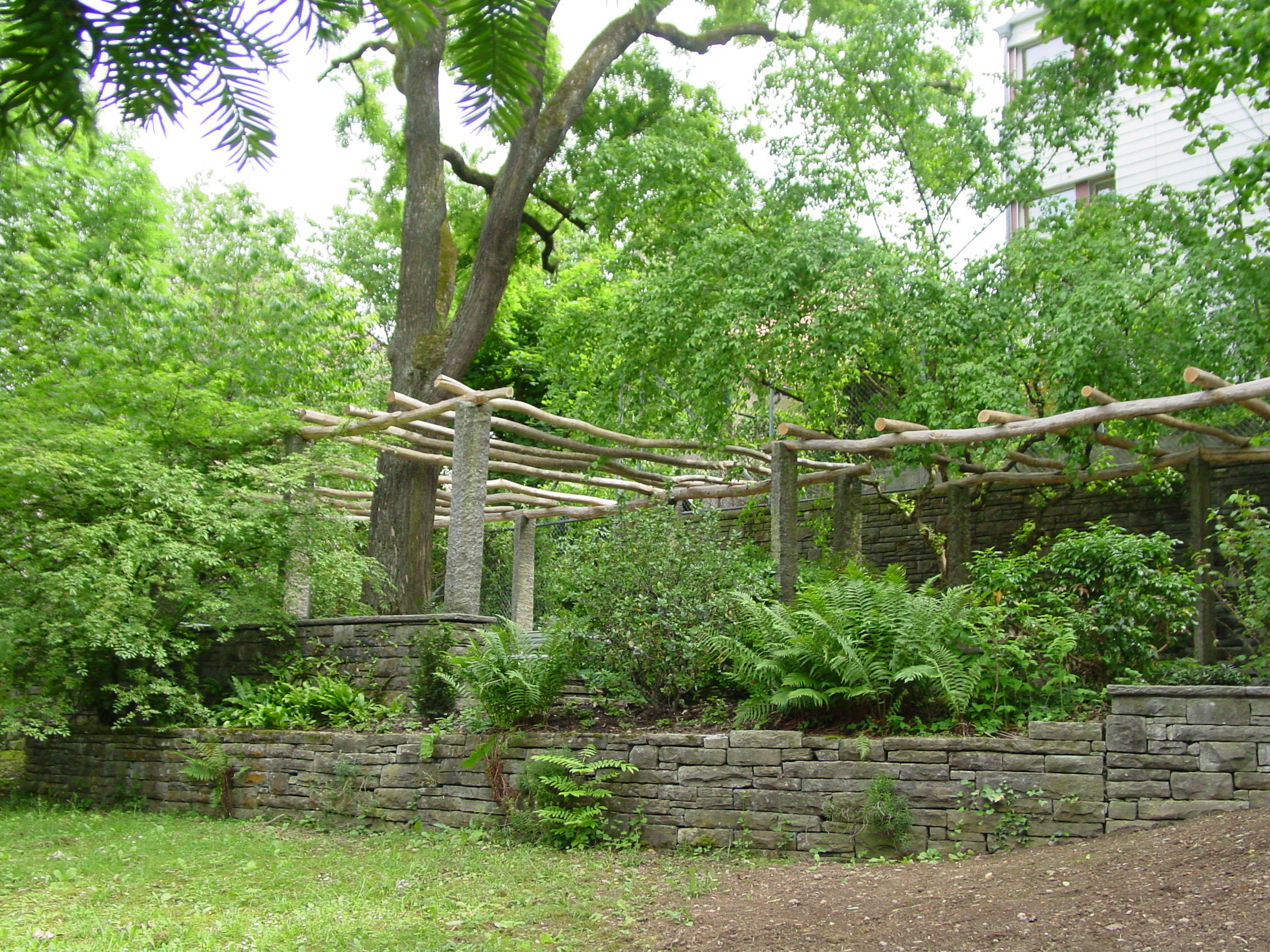
Sicht auf die Pergola am oberen Ende des Parks.

Der Gustav-Ammann-Park ist eine 3000 Quadratmeter grosse Parkanlage in Oerlikon. Sie liegt versteckt auf dem ehemaligen Firmenareal der Oerlikon-Bührle AG. Im Jahr 1996 wurde die in Privatbesitz befindliche Parkanlage unter Schutz gestellt und seit 1997 ist die zuvor namenlose Anlage als Gustav-Ammann-Park öffentlich zugänglich. In den Jahren 2004/2005 wurde die Anlage unter gartendenkmalpflegerischen Aspekten sanft saniert.
Benannt ist der Park nach Gustav Ammann (1886–1955), einem der bedeutendsten Schweizer Gartenarchitekten. Mit seinem Schaffen trug er wesentlich zum Renommee der Schweizer Garten- und Landschaftsgestaltung bei.

## Entstehung
In Anlehnung an die damals entstandene «Arbeiterwohlfahrt» und als Ausdruck seines patronalen Wohlwollens gegenüber seiner Belegschaft plante der damalige Firmenchef Emil Georg Bührle bereits 1939 eine Einrichtung zur Verpflegung und zum erholsamen Aufenthalt für seine Mitarbeiter während der Arbeitspausen. Die Speisesäle wurden nach der Sonne ausgerichtet und sollten den Mitarbeitern Geborgenheit vermitteln. Der Garten wurde 1942 vom Landschaftsarchitekten Gustav Ammann geplant und von den Gartenbaufirmen Mertens und Richard umgesetzt.
So entstanden in den Jahren 1939 bis 1943 das sogenannte Wohlfahrtsgebäude für die Personalverpflegung und der sich daran anschliessende Garten. Damit den Arbeitenden eine Abwechslung zum Arbeitsalltag geboten werden konnte, plante Gustav Ammann eine südliche Ferienstimmung. Dabei gelang es ihm, trotz des wenigen zur Verfügung stehenden Raumes, ein Gefühl der Weitläufigkeit zu vermitteln.
Am Fuss des an der Südseite des Hauses befindlichen Hanges ist ein Wasserbecken mit japanisierenden Trittsteinen platziert. Die zahlreichen Sitzplätze sind über eine Vielzahl asphaltierter, durch polygone Natursteinplatten eingefasste Wege zu erreichen. Die vielen Ruheorte fügen sich in die Topographie ein und ermöglichen je nach Lage einen Ausblick auf den Teich oder in die einzelnen Gartenpartien. Bruchsteinmauern und rustikale Tessiner Pergolen erstrecken sich über dem Wegenetz und dienen als Abschluss nach aussen.
Für die Bepflanzung unterteilte Ammann den Park in drei Bereiche. Um den Teich herum wählte er Bäume und Sträucher der Auenlandschaft, eine Waldgesellschaft für die schattigen Partien. An den geschützten und versteckten Orten pflanzte er eine südliche Vegetation mit winterharten Pflanzen aus dem Tessin oder solchen, deren äussere Erscheinung ihnen ähnlich war.
Statt Akazien kamen Robinien zum Zug und statt Zypressen wurde Wacholder gewählt. Gehölze mit grauem Blattwerk, wie Sanddorn dienten der Steigerung der Farbenpracht. Andere wiederum wurden so gesetzt, dass sie farblich und strukturell einen Kontrast bildeten.
Ammann wollte eine Gartenlandschaft kreieren, die beim Betrachter vertraute Assoziationen weckt und in den Kriegstagen wenigstens die Illusion einer besseren Welt bieten sollte. „Dieses Zusammenspiel von freien Pflanzengesellschaften, gesteigert durch fremde, aber ähnliche Kostbarkeiten zusammen mit den Mauern, Laubengängen und Sitzplätzen ergeben ein Traumland, ein kleines Paradies auf Erden“, schrieb Gustav Ammann 1943 in einem unveröffentlichten Manuskript „Der Garten beim Wohlfahrtsgebäude“.

## Sanierung
Bei der in weiten Teilen noch im Originalzustand erhaltenen Anlage waren viele Bereiche in einem schlechten Zustand, Staudenpflanzen verschwanden, die Hölzer der Laubengänge wurden morsch und die Wege waren renovierungsbedürftig. Dies machte eine Sanierung notwendig. Die Landschaftsarchitekten Ryffel & Ryffel aus Uster, die 1994 bereits das gartendenkmalpflegerische Gutachten erstellt hatten, erarbeiteten 2003 ein Sanierungsprojekt. Teil dieses Projektes war das Baumpflegekonzept von Gerold Brun, Baumpflege, Ottikon.
Die angestrebte sanfte Renovation gestaltete sich aufwändig. Sämtliche Belagsflächen wurden erneuert. Die Mosaikbeläge aus Granitplatten wurden abgetragen, ergänzt und neu verlegt. Ebenfalls saniert wurden die Sandstein-Trockenmauern. Viele morsche Hölzer der grossen Pergola-Anlage mussten ersetzt werden. Nachträglich gepflanzte Sträucher wurden gerodet und einige Bäume gefällt. Die Sanierung brachte bessere Lichtverhältnisse für die ursprünglich gepflanzten Blütenstauden und die Rasenflächen. Weiter wurde das massive Eingangstor durch eine leichtere Konstruktion ersetzt.
Im Wohlfahrtsgebäude befindet sich heute das Personalrestaurant der Rheinmetall AG.

## Weiterführende Veröffentlichungen
- Suzanne Kappeler: Zwei weitere Parks in Oerlikon: einer zum Spielen und einer zum Träumen. Der Gustav-Ammann-Park: ein lauschiges Kleinod. Grünzeit, 2005 (13), S. 6.